# Station Lognes
Lognes is een station dat in de Franse gemeente Lognes en het département van Seine-et-Marne ligt. Het station ligt aan RER A. Langs het station lopen twee sporen en het telt twee perrons. Lognes ligt in zone 5 van Passe Navigo.

## Geschiedenis
Het station is op 19 december 1980 geopend. Het traject van Saint Germain-Noisy-Le Grand werd verlengd naar Torcy. Aan het nieuwe stuk lag station Lognes

## Het station
Het station is onderdeel van het RER-netwerk en ligt aan tak A4. In de daluren rijdt de trein elke tien minuten.
De trein rijdt in verschillende richtingen
- West
  - Poissy
  - Cergy-le-Haut

- Oost
  - Torcy
  - Station Marne-la-Vallée – Chessy

## Passagiers
Per dag reizen er ongeveer 7 000 passagiers via het station.

## Overstapmogelijkheid
Er is een overstap mogelijk tussen RER en de bussen van het Parijse vervoersbedrijf RATP

## Vorig en volgend station
| Richting                   | Vorig station | Lijn  | Volgend station | Richting                 |
| -------------------------- | ------------- | ----- | --------------- | ------------------------ |
| Cergy-le-Haut A3 Poissy A5 | Noisiel       | RER A | Torcy           | Marne-la-Vallée - Chessy |